# My Kind of Christmas
My Kind of Christmas là album phòng thu thứ 3 và là album nhạc Giáng sinh đầu tiên trong sự nghiệp âm nhạc của nữ ca sĩ  nhạc pop người Mỹ Christina Aguilera. Album được phát hành vào ngày 24 tháng 10 năm 2000 bởi hãng thu âm RCA. Album được thu vào cuối 1999 đến cuối 2000, cũng là khoảng thời gian Christina đang đi lưu diễn để quảng bá hai album phòng thu Christina Aguilera (1999) và Mi Reflejo (2000). My Kind of Christmas bao gồm các bài hát Giáng Sinh truyền thống, như "Have Yourself a Merry Little Christmas" và "Angels We Have Heard On High", cũng như một vài ca khúc mang âm hưởng dance-pop được viết riêng cho album này. Album được sản xuất bởi Ron Fair, The Matrix, Robbie Buchanan, Barry Harris và Chris Cox.
My Kind of Christmas nhận nhiều lời nhận xét không tích cực từ giới phê bình chuyên môn về phong cách âm nhạc cũng như giọng hát của Christina Aguilera trong album này. Album đạt tới thứ hạng 28 trên bảng xếp hạng (BXH) Billboard 200 và được chứng nhận bởi Hiệp Hội Công Nghiệp Ghi Âm Hoa Kỳ (RIAA) với lượng tiêu thụ tại thị trường Mỹ lên tới 1,015,000 bản. Để quảng bá cho album, Christina xuất hiện trên một vài chương trình truyền hình như The Early Show và The David Letterman Show, cũng như biểu diễn trong buổi hòa nhạc đặc biệt cho đài truyền hình ABC được phát hành ở dạng DVD vào tháng 6/2001 mang tên "My Reflection", cũng là liveshow của Christina Aguilera.

## Hoàn cảnh ra đời và sáng tác
Christina Aguilera sớm đạt được thành công từ hai album phòng thu đầu tiên là Christina Aguilera, phát hành 1999) và Mi Reflejo, phát hành giữa 2000. Cả hai album đều đạt chứng nhận đa Bạch Kim từ Hiệp Hội Công Nghiệp Ghi Âm Hoa Kỳ (RIAA). Album My Kind of Christmas được thu âm từ cuối 1999 đến giữa 2000- trong lúc Christina đang đi lưu diễn quảng bá hai album đầu. Ban đầu, thần tượng của Christina là danh ca Etta James dự định sẽ được mời đến góp giọng trong ca khúc "Merry Christmas, Baby". Tuy nhiên ý định này sau đó bị hủy bỏ mà thay vào đó nghệ sĩ Dr. John được mời tham gia trong ca khúc này. Album mang phong cách nhạc Giáng Sinh và mang âm hưởng dance-pop, chủ yếu bao gồm các bài hát Giáng Sinh truyền thống và một số ca khúc mới viết riêng cho album như "Christmas Time", "This Year", và "Xtina's Xmas". "Have Yourself a Merry Little Christmas" và "Merry Christmas, Baby" là hai bản ballads nhiều cảm xúc trong album được sự trợ giúp của một dàn nhạc 70 người. Ngược lại, "Christmas time" và "These Are the Special Times" (ca khúc cover lại từ Celine Dion) lại được xem là hai ca khúc "chán ngắt". "Christmas Time" và "This Year" là hai ca khúc pop mang âm hưởng hip hop. Ca khúc "The Christmas Song (Holiday Remix)" được phối lại theo phong cách nhạc dance sôi động. Bản phối gốc "The Christmas Song (Chesnuts Roasting on an Open Fire)" được Christina phát hành cuối năm 1999 cũng được đưa vào trong album.

## Quảng bá
Album My Kind of Christmas được phát hành vào 24/10/2000 bởi hãng thu âm RCA như album phòng thứ 3 của Christina Aguilera ở Hoa Kỳ, sau hai album đầu Christina Aguilera (1999) và Mi Reflejo (2000). Album được phát hành dưới hai dạng: CD và băng cassette. Để quảng bá cho album, Christina Aguilera biểu diễn ở một số chương trình truyền hình, trong đó có The Rosie O'Donnell Show, The Early Show và The David Letterman Show. Vào ngày 10/12/2000, Christina biểu diễn các ca khúc "The Christmas Song", "Genie in a Bottle" và "What a Girl Wants" ở một buổi hòa nhạc tại trường trung học Franklin ở Milwaukee trước 1300 học sinh. Vào tháng 12 cùng năm, cô cũng trình diễn trong một buổi hòa nhạc đặc biệt trực tiếp của đài truyền hình ABC. Danh sách ca khúc biểu diễn bao gồm các bài hát trong cả 3 album đầu tiên của Christina, một trong số đó là ca khúc "Have Yourself a Merry Little Christmas" hát với danh ca Brian McKnight. Buổi hòa nhạc được quay và phát hành dưới dạng DVD được đặt tựa "My Reflection" (phát hành năm 2001).

## Đón nhận và phê bình
Album My Kind of Christmas nhận được nhiều lời phê bình không mấy khả quan từ giới chuyên môn, trong đó có cả phê bình giọng hát của Christina. Biên tập viên Stephen Erlewine của trang Allmusic viết: "Nguyên cả album chẳng có ca khúc nào xuất sắc cả" nhưng "album cũng chứng minh một điều là Christina không phải thuộc dạng mấy nghệ sĩ chỉ có một album hay rồi chìm luôn." Chris Willman từ Entertainment Weekly cho rằng "Christina hát quá lố, nghe muốn nghẹt thở, cứ như cạn hết oxy mà nếu lượng oxy đó còn chắc cũng cứu sống được một sinh mạng." Jaan Uhelszki từ báo Rolling Stone phê bình album quá "lạnh lẽo, gượng gạo và cường điệu". Báo The Atlanta Journal-Constitution thì không ấn tượng với khả năng giọng hát của Christina, vừa khen vừa chê album.
My Kind of Christmas khởi điểm ở vị trí thứ 38 trên BXH Billboard 200, sau đó vươn tới vị trí ở hạng 28., cũng là thứ hạng cao nhất mà album đạt được. Album cũng cuối cùng leo lên vị trí đầu bảng ở BXH Billboard Holiday Albums. Album tiêu thụ hơn 1,015,000 bản và được chứng nhận đĩa Bạch Kim từ Hiệp Hội Công Nghiệp Ghi Âm Hoa Kỳ (RIAA). Riêng ca khúc "The Christmas Song" thì đạt vị trí thứ 18 trên BXH Billboard Hot 100, trở thành ca khúc đứng top 20 lần thứ 3 của Christina trên BXH này. Ở Canada, ca khúc vươn tới vị trí thứ 22. Đến cuối năm 2000, My Kind of Christmas là album nhạc Giáng Sinh bán chạy thứ 2 trong năm, giúp Christina Aguilera trở thành một trong 4 nữ nghệ sĩ có album Giáng Sinh bán chạy trong một năm, chia sẻ danh dự này với Amy Grant (1992), Mariah Carey (1994) và sau này là Jackie Evancho (2010). Tháng 11/2013, album quay trở lại BXH Album Quốc Tế của Hàn Quốc ở vị trí thứ 37.

## Danh sách bài hát
1. "Christmas Time" – 4:02
2. "This Year" – 4:14
3. "Have Yourself a Merry Little Christmas" – 4:03
4. "Angels We Have Heard on High"  – 4:11
5. "Merry Christmas, Baby" (hát chung với Dr. John) – 5:44
6. "Oh Holy Night" – 4:52
7. "These Are the Special Times" – 4:31
8. "This Christmas" – 4:01
9. "The Christmas Song" – 4:25
10. "Xtina's Xmas" – 1:32
11. "The Christmas Song" (Holiday Remix) – 4:03

## Bảng xếp hạng

### Thứ hạng theo tuần
| Bảng xếp hạng (2000)              | Vị trí cao nhất |
| --------------------------------- | --------------- |
| BXH Album (Nhật)                  | 78              |
| Billboard 200 (Hoa Kỳ)            | 28              |
| Billboard Holiday Albums (Hoa Kỳ) |                 |

### Thứ hạng cuối năm
| Bảng xếp hạng (2000)              | Thứ hạng |
| --------------------------------- | -------- |
| Billboard 200 (Hoa Kỳ)            | 130      |
| Billboard Holiday Albums (Hoa Kỳ) | 2        |

### Các bảng xếp hạng khác
| Bảng xếp hạng (2002) | Vị trí cao nhất |
| -------------------- | --------------- |
| BXH Album (Nam Phi)  | 29              |

| Bảng xếp hạng (2006)            | Vị trí cao nhất |
| ------------------------------- | --------------- |
| Budget Albums Chart (OCC - Anh) | 21              |

| Bảng xếp hạng (2013)         | Vị trí cao nhất |
| ---------------------------- | --------------- |
| BXH Album Quốc Tế (Hàn Quốc) | 37              |

## Chứng nhận
| Khu vực                                    | Chứng nhận   | Tiêu thụ   |
| ------------------------------------------ | ------------ | ---------- |
| Mỹ (RIAA)                                  | đĩa Bạch Kim | 1.015.000+ |
| Nam Phi (RISA)                             | đĩa Vàng     | 25.000^    |
| ^doanh số tiêu thụ chỉ dựa trên chứng nhận |              |            |